# الجنس بعد الولادة

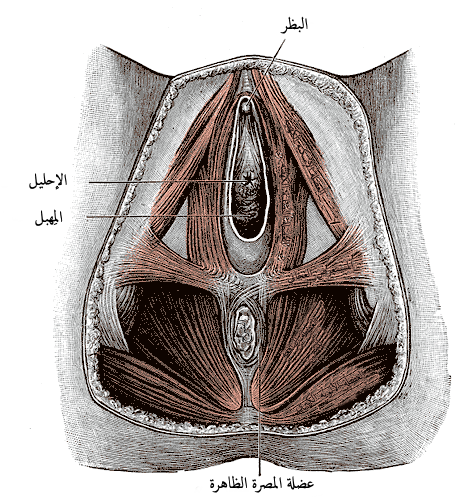

ممارسة الجنس بعد الولادة أو ممارسة الجنس بين الزوجين بعد عملية الإنجاب أو الجنس بعد الولادة (بالإنجليزية: Sex after pregnancy)؛ غالبا ما يتأخر لعدة أسابيع أو شهور، وقد يكون صعبًا ومؤلمًا بالنسبة للنساء. يمكن أن يؤدي إصابة العجان أو الجروح الجراحية التي تحدث في المهبل أثناء الولادة إلى خلل وظيفي جنسي. يمكن ممارسة النشاط الجنسي باستثناء الجماع في وقت أقرب، ولكن بعض النساء يعانين من فقدان الرغبة الجنسية لفترة طويلة بعد الولادة، والتي قد تتصاحب مع اكتئاب ما بعد الولادة. القضايا الشائعة التي قد تدوم أكثر من سنة بعد الولادة هي ازدياد رغبة الرجل أكثر من المرأة، وتدهور صورة جسم المرأة.

## طريقة الولادة والإصابات
تستأنف النساء المصابات بالضرر أو التمزقات لعجانهن نشاطهن الجنسي في وقت متأخر عن النساء اللواتي يمتلكن عجان سليم، وتمر النساء اللواتي يحتاجن إلى خياطة العجان بعلاقات جنسية أضعف. ويرتبط الضرر العجان أيضاً مع الجنس المؤلم. يقل احتمال استئناف ممارسة الجنس للنساء اللواتي يعانين من تمزق شرجي لبعد ستة أشهر أو لبعد سنة، لكنهن يستعدن وظيفتهن الجنسية الطبيعية بعد 18 شهرًا.
يرتبط الولادة المهبلية بمساعدة الشفاط أو الملقط بزيادة في تواتر أو زيادة شدة الجنس المؤلم، والتأخير في استئناف الجنس، والمشاكل الجنسية. قد تسمح القيصرية بممارسة الجنس الأقل إيلاما خلال الثلاثة أشهر الأولى، أو قد لا يكون هناك فرق، ولا يوجد اختلاف في الوظيفة الجنسية أو الأعراض لمدة ستة أشهر، على الرغم من أن النساء اللاتي وضعن عن طريق الولادة القيصرية أظهرن مزيدًا من الرضا الجنسي فيما يتعلق بانقباض المهبل بعد ست سنوات.

## التأخير قبل استئناف ممارسة الجنس
يوصي العديد من الأطباء بالانتظار لمدة تتراوح من أربعة إلى ستة أسابيع قبل استئناف ممارسة الجنس، للسماح بإغلاق عنق الرحم، وتوقف النزيف، ومنح فرصة مناسبة للجروح بالالتئام. وجدت دراسة أجريت على النساء في تركيا أن 42% استأنفوا الجماع الجنسي في غضون ستة أسابيع من الولادة. وجدت الدراسات الأمريكية والبريطانية أنه في غضون ستة أسابيع، استأنفت 57% من النساء الجماع الجنسي، و82-85% قبل ثلاثة أشهر، و 89-90% كان قبل ستة أشهر. استأنفت ثلثي النساء الأوغنديات الجماع الجنسي في غضون ستة أشهر من الولادة، و استأنفت 52% بين النساء الصينيات الجنس قبل شهرين و95% قبل ستة أشهر.

## العجز الجنسي
وصف حوالي نصف الرجال والنساء الذين تم استجوابهم بعد ثمانية أشهر من الولادة في دراسة بريطانية أن حياتهم الجنسية كانت «سيئة» أو «ليست جيدة»، على الرغم من أن آخر وجد أن 70% من النساء البريطانيات و 89% من النساء التايوانيات راضيات مع حياتهن الجنسية خلال فترة ما بعد الولادة. بعد ستة أشهر من الولادة، قالت ربع النساء الأميركيات إن لديهن إحساس جنسي أقل ورضا أقل وقدرة أقل على الوصول إلى النشوة الجنسية، بينما قالت 22% إن الجنس مؤلم. عانت أكثر من 80% من النساء البريطانيات من مشاكل جنسية لبعد ثلاثة أشهر من الولادة، وحوالي الثلثين في ستة أشهر، مقارنة بمستويات ما قبل الحمل بنسبة 38 ٪. من النساء الأوغنديات اللاتي استأنفن ممارسة الجنس في غضون ستة أشهر من الولادة، تعرضت نحو ثلثيهم لألم في المهبل وحوالي الثلث كان لديهم افرازات أو نزيف.
قد يحدث جفاف المهبل بعد الولادة لمدة ثلاثة أشهر بسبب التغيرات الهرمونية. النساء اللواتي يرضعن من الثدي أكثر عرضة للإبلاغ عن الجنس المؤلم وكذلك انخفاض الرغبة الجنسية، بسبب التغيرات الهرمونية مثل انخفاض مستويات الاستروجين. ذكرت النساء اللواتي عانين من صدمة كبيرة رغبة أقل في لمسهن من قبل شريكهن.

## المخاطر
يمكن أن يحدث الانسداد الهوائي المميت -عندما يدخل الهواء مجرى الدم- بسبب الجنس بعد الولادة بفترة وجيزة قبل أن يلتئم موضع المشيمة، خاصة إذا تم ضغط ركبة المرأة على صدرها، لكن هذا نادر. أكثر المضاعفات الشائعة لممارسة الجنس في مرحلة مبكرة بعد الحمل هي التمزقات إصابة الرحم بالعدوي.

## انخفاض الرغبة الجنسية
يرتبط استمرار انخفاض الرغبة الجنسية بحدوث الولادة في السنة السابقة. أكثر من ثلث الأمهات لأول مرة تبلغ عن فقدان الرغبة الجنسية في خلال ثمانية أشهر، على الرغم من أن 1 فقط من كل 7 من الأمهات من ذوي الخبرة لديهم فقدان الرغبة الجنسية. غالباً ما لا تشعر النساء بالراحة والرضا عن تغييراتهن الجسدية بعد الولادة، وغالباً ما يرغبن في النوم أو الحصول على وقت لأنفسهن، الأمر الذي يؤدي إلى تغيير النمط الجنسي. [2] [19] سبب آخر محتمل لانخفاض الرغبة الجنسية هو اكتئاب ما بعد الولادة. من المرجح أن تكون النساء المصابات بالاكتئاب قد استأنفن ممارسة الجنس خلال ستة أشهر، وهن أكثر احتمالاً للإبلاغ عن مشاكل صحية جنسية أكثر.

## العلاج
أبلغت 15% فقط من النساء اللواتي يعانين من مشكلة جنسية بعد الولادة عن مناقشتهن مع أخصائي صحي، في حين أن 59.4% من النساء الأوغنديات اللواتي استأنفن الجنس ولديهن مشكلة جنسية طلبن المساعدة الطبية. يبدو أن أداء تمرين عضلات قاع الحوض يحسن الوظيفة الجنسية،
```
ويمكن تقليل الجنس المؤلم 
وجفاف المهبل
 باستخدام أوضاع جنسية مختلفة والمزلقات.
[
24
]
```